# Cécile Carnot
Pour les articles homonymes, voir Carnot.
Pour les autres membres de la famille, voir Famille Carnot.
Cécile Carnot, née Marie Pauline Cécile Dupont-White le 20 juillet 1841 à Paris (département de la Seine) et morte le 30 septembre 1898 à Cerny (Seine-et-Oise), est l'épouse de Sadi Carnot, président de la République française du 3 décembre 1887 à son assassinat, le 25 juin 1894.

## Biographie

### Origines
Née dans le 6e arrondissement de Paris, Marie Pauline Cécile Dupont-White est la fille de l'économiste socialiste d'origine britannique Charles Brook Dupont-White et d’Olympe Corbie.

### Mariage avec Sadi Carnot
En 1863, Cécile Dupont-White épouse Marie François Sadi Carnot (plus couramment appelé Sadi Carnot), ingénieur des ponts et chaussées, petit-fils de Lazare Carnot et fils aîné d’Hippolyte Carnot, qui est un ami de son père. La cérémonie civile a lieu le 1er juin à la mairie du 8e arrondissement de Paris. Le couple se marie religieusement le lendemain en l’église de la Madeleine.
L'historien Patrick Harismendy relève : « Cette union n’est guère représentative du comportement matrimonial des ingénieurs des Ponts. Elle est plus précoce que la moyenne […]. Mais elle est aussi atypique dans la mesure où la norme est alors davantage la recherche de liens avec des familles de notables, de propriétaires, voire d’industriels. […] Cela étant, Dupont-White, tout comme Hippolyte Carnot peuvent être rangés dans la catégorie des hommes de lettres fortunés. […] Il est vrai, aussi, que le jeune marié a la conviction d’avoir un « nom ». »
Sadi et Cécile Carnot ont par la suite quatre enfants : Claire (qui épousera Paul Cunisset), Sadi, Ernest et François. Le couple est particulièrement uni et aucune relation extra-conjugale ne leur est attribuée. Cécile Carnot conseille souvent son mari en politique.

### Épouse du président de la République

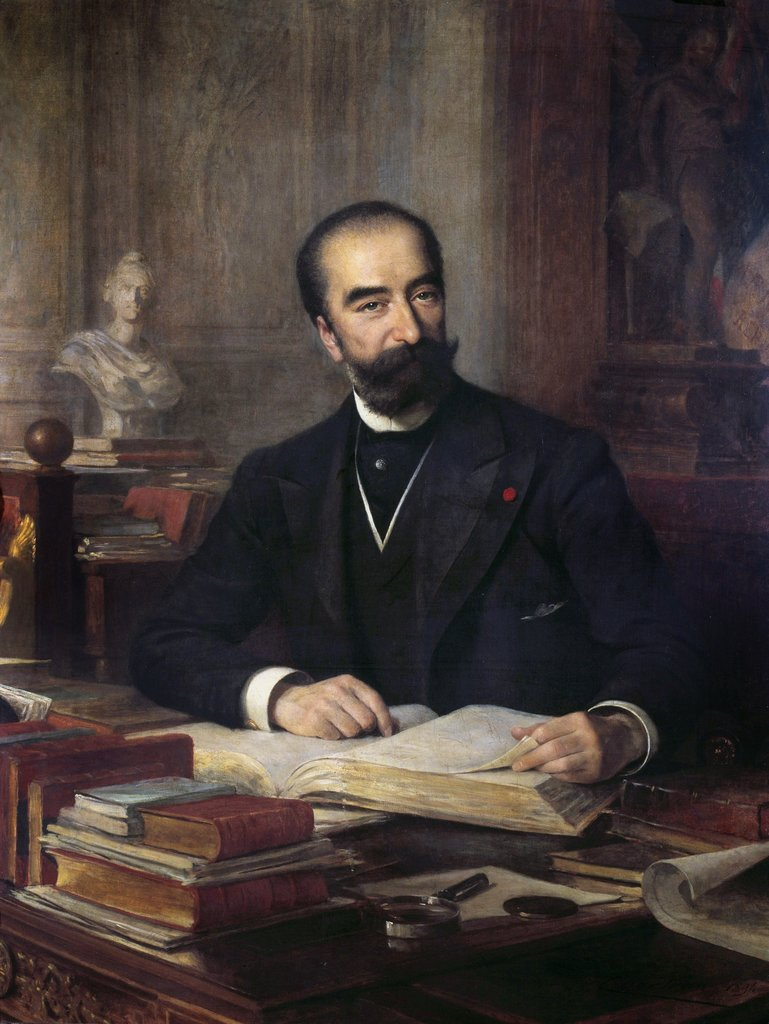
Son époux, Sadi Carnot, élu président de la République française en 1887.

#### Engagements
Le couple Carnot entre au palais de l'Élysée le 3 décembre 1887, après la victoire de Sadi à l'élection présidentielle provoquée par la démission de Jules Grévy. La famille quitte ainsi son immeuble du 11, rue Roquépine, devenant le premier couple présidentiel à s'installer dans la résidence avec des enfants encore à charge.
À l’Élysée, impliquée et à l’aise dans son rôle d’épouse du chef de l’État, Cécile Carnot fait notamment installer l'électricité à ses frais et inaugure la salle des fêtes du palais le 25 mai 1889. Trouvant le siège de la présidence très morne, elle fait aussi installer un kiosque à musique dans le parc et crée des garden-party, où il est possible de jouer au lawn tennis (tennis sur gazon), selon la mode britannique de l'époque.
Au fait de la vie mondaine, elle organise les trois bals annuels de l'année, ce qui demande beaucoup de temps et d'argent. Confiant qu’« à l'Élysée, on s'ennuie et on se ruine », elle paie parfois de sa poche ces fêtes pouvant dépasser mille invités. Elle réintroduit la danse lors des réceptions : la valse, le quadrille voire la farandole sont ainsi dansés dans la salle des fêtes et dans le jardin.

Cécile Carnot distribuant des repas aux enfants pauvres (illustration de 1894).

Par ailleurs, elle fait venir au palais des chats angora et crée l'arbre de Noël de l'Élysée, pour les enfants pauvres, une tradition suivie par la suite par tous les hôtes de l'Élysée.
Sadi et Cécile Carnot effectuent régulièrement des promenades, sous discrète escorte, sur l'avenue des Champs-Élysées ou les boulevards et passent des week-ends au château de Fontainebleau, où sont organisées des fêtes. Plusieurs fois par semaine, le couple rend visite à Hippolyte Carnot, père du président.
En 1893, elle fait l'acquisition du château de La Rochepot (Côte-d'Or), qu'elle offre ensuite à son fils Sadi, y menant également des travaux de restauration.

#### Tourments

Cécile Carnot (portrait publié en 1895).

Lors de la crise liée au général Boulanger, alors que la foule presse ce dernier de marcher sur l'Élysée, elle va dans un salon du palais prier, avec des généraux. Finalement, le coup de force n'a pas lieu.
Alors que les assassinats de personnalités par le mouvement anarchiste sont fréquents, Cécile Carnot aurait confié à des amies, en juin 1894 : « Voilà sept ans que nous n'avons plus de vie de famille ; heureusement, le mandat se termine en décembre et nous allons pouvoir vivre comme des gens normaux ». Mais le 24 juin, à Lyon, Sadi Carnot est assassiné par un anarchiste italien. Son corps est ramené la nuit même au palais de l'Élysée. Le Parlement décide peu après d'organiser des obsèques nationales puis son transfert au Panthéon de Paris. La reine Victoria du Royaume-Uni, qui aussi avait perdu avec douleur son mari Albert trente trois ans plus tôt, écrit à Cécile Carnot : « Mon cœur de veuve saigne pour vous ».

### Après l’Élysée

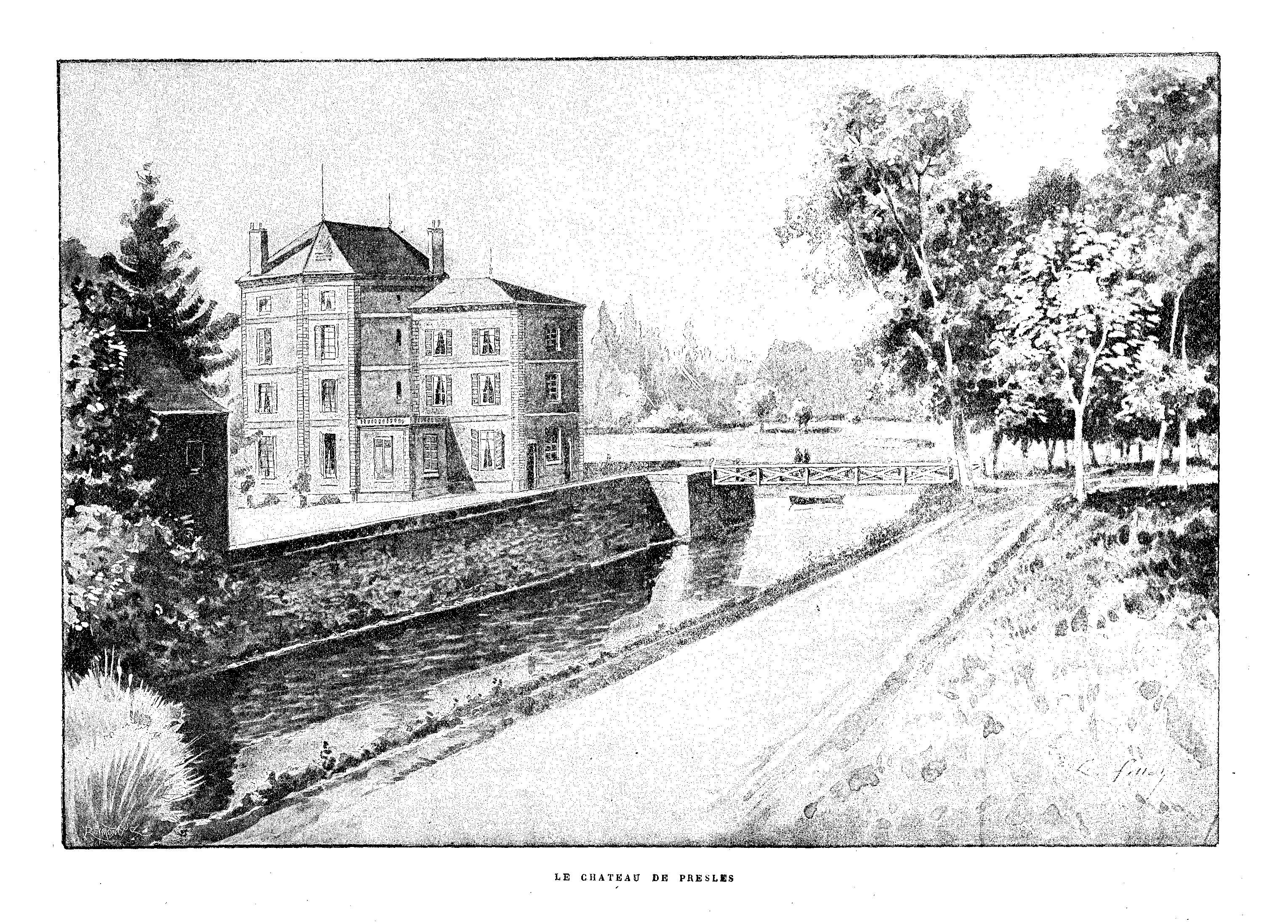
Le château de Presles de Cerny, où Cécile Carnot meurt en 1898.

Cécile Carnot refuse la pension de veuve que souhaite lui verser le gouvernement. Pour entretenir la mémoire de son défunt époux, elle participe régulièrement à des inaugurations et continue de recevoir des personnalités du monde politique et littéraire.
Elle meurt des suites d'une maladie cardiaque au château de Presles de Cerny, le 30 septembre 1898, quatre ans après son mari. On ne pouvait pas l'inhumer avec lui au Panthéon, et donc elle a été inhumée au cimetière de Passy (Paris 16e).

## Caractéristiques et personnalité
Patrick Harismendy décrit Cécile Carnot de la façon suivante : « Jolie femme, un peu ronde, ayant hérité des qualités ironiques de sa mère, possédant une remarquable acuité des choses et des gens, Cécile Carnot est surtout exceptionnellement cultivée. Lisant et écrivant l’anglais avec facilité, grande lectrice des philosophes du XVIIIe siècle, de Montesquieu à Voltaire, elle s’intéresse plus à l’étude qu’aux plaisirs de salons, du moins durant ses premières années. »
Alors qu’elle est assez classique d'un point de vue vestimentaire, ses couturiers attitrés sont Charles Frederick Worth et Laferrière. Ses chapeaux viennent de chez Madame Reboux, ses chaussures de chez Ferry, ses ombrelles de chez Dupuyet et ses gants de chez Jouvin.

## Postérité
Le compositeur Isaac Albéniz, par ailleurs arrière-grand-père de Cécilia Sarkozy, a réalisé des gravures de Cécile Carnot en noir et blanc ayant pour thème « Au pays de Samory ».